# La Combe-de-Lancey
La Combe-de-Lancey är en kommun i departementet Isère i regionen Auvergne-Rhône-Alpes i sydöstra Frankrike. Kommunen ligger i kantonen Domène som tillhör arrondissementet Grenoble. År 2022 hade La Combe-de-Lancey 730 invånare.

## Befolkningsutveckling
Antalet invånare i kommunen La Combe-de-Lancey
Referens:INSEE